# Eduard Linkers
Eduard Linkers, eigentlich Ludwig Linkers, (* 11. Oktober 1912 in Czernowitz, Österreich-Ungarn; † 3. April 2004 in Wartenberg, Deutschland) war ein österreichischer Schauspieler.

## Leben
Nach dem Schulabschluss besuchte der aus dem österreichisch-ungarischen Herzogtum Bukowina stammende Linkers die Elevenschule am Wiener Volkstheater bei Rudolf Beer und Rolf Jahn. Sein erstes Theaterengagement erhielt er in Klagenfurt. Von 1931 bis 1938 war Linkers als Schauspieler und Kabarettist an verschiedenen Wiener Bühnen (unter anderen Theater an der Wien und Theater in der Josefstadt) tätig. Er trat auch im Wiener Kabarett ABC auf.
Unter der nationalsozialistischen Herrschaft in Österreich erhielt Linkers, dessen Vater Jude war, Berufsverbot. Stattdessen arbeitete er zwischen 1938 und 1945 als Englischlehrer in Prag.
Nach Kriegsende kehrte Linkers zu seinem früheren Beruf zurück und spielte zwischen 1946 und 1950 zwölf Haupt- und Titelrollen in tschechischen Filmen. Dabei spielte er vorwiegend zwielichtige und abgründige Charaktere wie in dem Science-Fiction-Film Krakatit nach der Novelle von Karel Čapek. Ab 1951 spielte Linkers an zahlreichen deutschsprachigen Bühnen, so in München (Münchner Kammerspiele, Staatsschauspiel), Berlin (Freie Volksbühne Berlin), Wien (Theater an der Wien, Raimundtheater), Frankfurt sowie an zahlreichen Tourneetheatern.
Bereits 1935 gab Linkers in Henry Kosters Komödie Katharina die Letzte sein Spielfilmdebüt. Er spielte zunächst kleinere Rollen, später auch größere Rollen in Produktionen wie Georg Wilhelm Pabsts Drama Es geschah am 20. Juli (mit Bernhard Wicki als Stauffenberg), in den Heinz-Erhardt-Komödien Der Haustyrann und Der letzte Fußgänger, in  Die Marquise von O... nach Heinrich von Kleist und der Hermann-Hesse-Adaption Der Steppenwolf (mit Max von Sydow).
Daneben wirkte der polyglotte Linkers auch oft in internationalen Produktionen mit, so unter der Regie von Orson Welles im Thriller Mr. Arkadin, als Lt. Zimmermann neben Rock Hudson in der Hemingway-Verfilmung In einem anderen Land, in der Terry-Thomas-Komödie Verpfiffen, neben Michel Serrault im französischen Science-Fiction-Drama Malevil sowie in Claude Chabrols Mehrteiler Fantomas
Außerdem gab Linkers zahlreiche Gastauftritte in Fernsehserien wie Der Kommissar, Derrick, Der Alte, Kommissar Freytag und Forsthaus Falkenau.

## Filmografie (Auswahl)
- 1935: Katharina die Letzte
- 1947: Nikdo nic nevi
- 1947: Krakatit
- 1948: Kreuz drei (Krízová trojka)
- 1952: Cuba Cabana
- 1953: Hollandmädel
- 1954: Mannequins für Rio
- 1955: Herr Satan persönlich (Mr. Arkadin)
- 1955: Der doppelte Ehemann
- 1955: Die Wirtin zur Goldenen Krone
- 1955: Es geschah am 20. Juli
- 1956: Das Mädchen Marion
- 1956: Kitty und die große Welt
- 1957: In einem anderen Land (A Farewell to Arms)
- 1958: Mein Schatz ist aus Tirol
- 1958: Der Haustyrann
- 1959: Heiße Ware
- 1959: Labyrinth (1959)
- 1959: Wernher von Braun – Ich greife nach den Sternen
- 1960: Orientalische Nächte
- 1960: Schatten der Helden
- 1960: Der letzte Fußgänger
- 1961: Küß’ mich als gäb’s kein Morgen (The Festival Girls)
- 1961: Verpfiffen (A Matter of Who)
- 1961: Frage Sieben (Question 7)
- 1962: Muß i denn zum Städtele hinaus
- 1963: Begegnung in Salzburg
- 1963: Der Komödienstadel – Der Schusternazl
- 1964: Die Bekehrung des Ferdys Pistora
- 1965: Das Feuerzeug (Fernsehserie Das Kriminalmuseum)
- 1965: Die Brille (Fernsehserie Das Kriminalmuseum)
- 1965: Finderlohn ganz groß (Fernsehserie Sie schreiben mit)
- 1966: Der Komödienstadel – Die Mieterhöhung
- 1967: Der Zündholzkönig – Der Fall Ivar Kreuger
- 1967: Bericht eines Feiglings
- 1967: Der Diamantenprinz (Jack of Diamonds)
- 1969: Ein Dorf ohne Männer (Regie: Michael Kehlmann)
- 1969: Geld von toten Kassierern (Fernsehserie Der Kommissar)
- 1969: Pater Brown (Fernsehserie, 5 Folgen)
- 1969: Gastspiel in Prag (Fernsehserie Salto Mortale)
- 1970: Wer klingelt schon zur Fernsehzeit (Fernsehserie Das Kriminalmuseum)
- 1971: Deep End
- 1972: Galgentoni
- 1972: Top Secret (The Salzburg Connection)
- 1973: Alle Menschen werden Brüder
- 1973: Der Steppenwolf (The Steppenwolf)
- 1976: Die Marquise von O.
- 1976: Derrick – Kalkutta
- 1976: Inspektion Lauenstadt – Die Teppichhändler
- 1977: Die Jugendstreiche des Knaben Karl
- 1977: Drei sind einer zuviel
- 1978: Derrick – Tod eines Fans
- 1978: Derrick – Die verlorenen Sekunden
- 1978: Der Alte – Bumerang
- 1978: Son of Hitler
- 1980: Polizeiinspektion 1 – Große Scheine
- 1980: Fantomas (Fantômas)
- 1981: Malevil (Malevil)
- 1981: Der Schüler Gerber
- 1983: Der Androjäger
- 1983: Das Traumschiff: Amazonas
- 1986: Tatort: Der Schnee vom vergangenen Jahr
- 1988: Lovec senzací
- 1989: Forsthaus Falkenau (Fernsehserie)